# 田岡敬一
田岡 敬一（たおか けいいち、1910年（明治43年）9月7日 - 1989年（平成元年）2月20日）は、囲碁ライター、評論家、映画プロデューサー。東京都出身。ペンネームに伊田和一、白鳥人。プロ棋士の森田道博、三村智保、高尾紳路を育てた。父は日本画家の田岡春径。

## 経歴
小笠原島に生まれる。高輪中学に特待生で入学、小説家を志望する。3年の時に父の影響で囲碁を覚え、小石川の林徳蔵四段の元に通い、4年生の時に福田正義六段門下となり日本棋院院生になる。しかしなかなか入段せず、福田の師の本因坊秀哉が田岡について「勉強すれば五段、しなけりゃ三段止まり」と語ったのを聞いて将来を悲観、1934年の入段手合の最後の一局を棄権する。碁界と別れて文学に進むつもりになり、福田の妻の兄でプロレタリア闘士の小岸勇也（小岸壮二の兄）の影響で左傾、それを安永一の薦めで日本棋院編集部に勤め始め、ライターの仕事などをする。この年、木谷實、呉清源の日満華囲碁親善使節団訪中に安永一とともに同行。1937年に安永、野上彰と雑誌『囲碁春秋』を創刊。また東京日日新聞で、伊田和一の名で本因坊戦の観戦記を執筆する。伊田和一名義では『囲碁春秋』誌上で小説も発表。1938年の安永、藤沢秀行らの皇軍慰問団訪中にも同行。
芸能界活動
その後『囲碁春秋』を離れ、細谷辰雄宅に居候しながら『演劇評論』誌の同人となる。獅子文六「断髪女中」を脚色したものが水谷八重子により国際劇場で上演され、新興キネマにスカウトされるが1ヶ月半で退社し、次いで松竹に入社する。戦後になって鶴田浩二とプロダクション「新生プロ」を設立して『薔薇と拳銃』などを制作。プロダクション解散後は新東宝の映画やNHKラジオドラマの脚本を執筆。ドラマ「しろうと探偵局」の脚本で局側と対立して業界から遠ざかる。
ふたたび碁界へ
昭和30年代半ばから東京新聞で千葉大作の名で観戦記執筆を始め、1961年に朝日新聞の朝日アマ囲碁十傑戦創設に協力し、以後朝日新聞で白鳥人の名で観戦記を十数年間執筆。その後、千葉県少年少女囲碁連盟を設立して会長に就任し、子供たちのへの囲碁指導に務める。1984年に癌を発症し、指導していた森田道博、三村智保の二人を藤沢秀行の弟子にと頼み込み、次いで高尾紳路も入門させた。
朝日アマ囲碁十傑戦には自身も出場13回を数え、1970年に7位入賞。1966年『棋道』誌のアマプロ対抗二子局シリーズでは、かつての院生仲間宮下秀洋と対戦して勝利。

## 映画
- 東京騎士伝 1952年5月8日公開、製作
- 女のいのち 1952年6月12日公開、製作
- あなたほんとに凄いわね 1952年10月30日公開、製作
- 花咲く我が家 1952年11月6日公開、製作
- 学生社長 1953年1月3日公開、製作
- 大学の龍虎 1953年2月12日公開、製作
- 女だけの心 1953年4月1日公開、製作
- 決闘 1953年7月1日公開、製作
- 緋牡丹記 1955年5月10日公開、脚本
- 色ざんげ 1956年3月21日公開、脚色